# Jack Thorne
Jack Thorne (Bristol, 6 dicembre 1978) è un drammaturgo e sceneggiatore britannico.

## Biografia
Nacque a Bristol, in Inghilterra. Ha scritto per la radio, per il teatro e per il cinema, in particolare si ricordano gli show televisivi Skins, Cast-offs, This Is England '86, This Is England '88, This Is England '90, The fades, The Last Panthers e il lungometraggio The Scouting Book for Boys. Particolare rilevanza ha ottenuto una delle sue ultime opere: ha scritto, infatti, il testo teatrale della nuova storia della saga di Harry Potter, Harry Potter e la maledizione dell'erede, operazione compiuta insieme a J. K. Rowling e John Tiffany. Dall'agosto 2016 questo spettacolo è in scena a Londra, con uno straordinario successo. Nel corso della sua carriera ha vinto cinque BAFTA, un Tony Award e un Premio Laurence Olivier.

## Filmografia parziale

### Cinema
- Non buttiamoci giù (A Long Way Down), regia di Pascal Chaumeil (2014)
- Wonder, regia di Stephen Chbosky (2017)
- The Aeronauts , regia di Tom Harper (2019)
- Radioactive, regia di Marjane Satrapi (2019)
- Il giardino segreto, regia di Marc Munden (2020)
- Enola Holmes, regia di Harry Bradbeer (2020)
- Le nuotatrici (The Swimmers), regia di Sally El Hosaini (2022)
- Enola Holmes 2, regia di Harry Bradbeer (2022)
- Tron: Ares, regia di Joachim Rønning (2025)

### Televisione
- Shameless – serie TV, episodio 4x4 (2007)
- Skins – serie TV, 5 episodi (2007-2009)
- This Is England '86 – serie TV, 4 episodi (2010)
- Skins – serie TV, episodio 1x3 (2011)
- This Is England '88 – serie TV, 3 episodi (2011)
- The Fades – serie TV, 7 episodi (2011)
- Glue – serie TV, 6 episodi (2014)
- This Is England '90 – serie TV, 4 episodi (2014)
- The Last Panthers – serie TV, 6 episodi (2015)
- Electric Dreams – serie TV, episodio 1x3 (2017)
- His Dark Materials - Queste oscure materie (His Dark Materials) – serie TV, 23 episodi (2019-2022)
- The Eddy – miniserie TV, 8 puntate (2020)
- Help, regia di Marc Munden – film TV (2021)
- Toxic Town, regia di Minkie Spiro – miniserie TV (2025)
- Adolescence, regia di Philip Barantini – miniserie TV (2025)

## Teatrografia
Opere teatrali originali
- Fanny and Faggot (2004)
- When You Cure Me (2005)
- Stacy (2006)
- Burying Your Brother in the Pavement (2008)
- 2nd May 1997 (2009)
- Bunny (2010)
- Mydidae (2012)
- Hope (2014)
- Harry Potter e la Maledizione dell'Erede (2016)
- Junkyard (2017)
- the end of history... (2019)
- The Motive and the Cue (2023)
- When Winston Went to War with the Wireless (2023)

Adattamenti
- The Physicists (2012), adattamento de I fisici di Friedrich Dürrenmatt.
- Let the Right One In (2013), adattamento di Lasciami entrare di John Ajvide Lindqvist.
- Stuart: A Life Backwards (2013), adattamento di Stuart: una vita al contrario di Alexander Masters.
- Woyzeck (2017), adattamento di Woyzeck di Georg Büchner.
- A Christmas Carol (2017), adattamento del Canto di Natale di Charles Dickens.
- After Life (2021), adattamento di Wonderful Life di Hirokazu Kore'eda.

Libretti
- King Kong (2018), colonna sonora di Marius de Vries, testi di Eddie Perfect.